# فلسفه در قرن بیستم
فلسفه در قرن بیستم (به فرانسوی: La philosophie au XXème siècle) کتابی از ژان لاکوست است که اولین بار در سال ۱۹۸۸ منتشر شد.

## ترجمه فارسی
این کتاب با ترجمهٔ رضا داوری اردکانی در سال ۱۳۷۵ از سوی سازمان سمت منتشر شد و تا خرداد ۱۳۹۸ به چاپ دوازدهم رسید. ترجمهٔ فارسی دارای سه ضمیمه است:
- «نتایج پراگماتیسم (صورتی از تاریخ‌انگاری جدید)» از ریچارد رورتی
- «نکاتی در باب هرمنوتیک (زندآگاهی)» از گادامر هانس گئورگ گادامر
- فلسفه چیست؟ از مارتین هایدگر

## نقد و بررسی
سیامک شمس در مقاله‌ای به نقد و معرفی این کتاب پرداخته‌است.